# Горан Шушљик
Горан Шушљик (Суботица, 19. март 1969) српски је позоришни, телевизијски и филмски глумац, редитељ и продуцент.

## Биографија
Горан Шушљик је завршио Карловачку гимназију у Сремским Карловцима, а глуму је дипломирао на Факултету драмских уметности у Београду. Стални је члан Југословенског драмског позоришта од 1995. године. Играо је и у Позоришту „Бошко Буха” Београд чији је члан био, а запажене улоге је остварио и у Народном позоришту, Атељеу 212, Звездара театру. Стеријина награда за глумачко остварење додељена му је два пута. Први пут 1995. и други 2005. Награду Цар Константин је добио за најбољу мушку улогу у филму Хадерсфилд 2007.
Горан је ожењен пијанисткињом Ирином Дечермић, ћерком глумца Стојана Дечермића, са којом има синове Ђорђа и Душана.

## Филмографија
| Год.       | Назив                                 | Улога            |
| ---------- | ------------------------------------- | ---------------- |
| 1990-те    |                                       |                  |
| 1992.      | Проклета је Америка                   |                  |
| 1992.      | Јевреји долазе                        | Бобан            |
| 1993.      | Електра                               | Пилад            |
| 1995.      | Крај династије Обреновић              | Драгутин Дулић   |
| 1997.      | Балканска правила                     | Снајпериста      |
| 1997.      | Горе-Доле (ТВ серија)                 | Томиславов син   |
| 2000-те    |                                       |                  |
| 2003.      | Јагода у супермаркету                 | Лопов            |
| 2003.      | Свјетско чудовиште                    |                  |
| 2003.      | Казнени простор (ТВ серија)           | Боле             |
| 2004.      | Пољупци                               | Горан Шушљик     |
| 2004.      | Смешне и друге приче                  |                  |
| 2004.      | Журка                                 | Лаза             |
| 2004.      | Диши дубоко                           | Синиша           |
| 2005.      | Балканска браћа                       | Вуле             |
| 2006.      | Кројачева тајна                       | Кројач           |
| 2007.      | Хадерсфилд                            | Раша             |
| 2010-те    |                                       |                  |
| 2012-2013. | Фолк (ТВ серија)                      | Дања             |
| 2014.      | Травелатор                            |                  |
| 2015.      | Ничије дете                           |                  |
| 2015.      | Чизмаши                               | Капетан Павловић |
| 2016.      | Дневник машиновође                    | Доктор           |
| 2016.      | Стадо                                 | Гоша             |
| 2016.      | Слепи путник на броду лудака          | Бурбон           |
| 2018.      | Корени                                |                  |
| 2019.      | Бисер Бојане                          | Олег             |
| 2020-те    |                                       |                  |
| 2021.      | Александар од Југославије (ТВ серија) | Анте Трумбић     |
| 2021.      | Време зла (ТВ серија)                 | Петар Бајевић    |
| 2022.      | Радио Милева                          | Смрт             |
| 2022-2023. | Убице мог оца                         | Драгош           |
| 2024.      | Време смрти (ТВ серија)               | Лука Бог         |
| 2024.      | Тајне винове лозе                     | Јосип Бруњак     |